# Thriller (chanson)
Pour les articles homonymes, voir Thriller.
Singles de Michael Jackson
P.Y.T. (Pretty Young Thing)
(1983) Farewell My Summer Love
(1984)
Pistes de Thriller
The Girl Is Mine
(3) Beat It
(5)
Thriller (prononcé : [θɹɪlə(ɹ)]) est une chanson interprétée par Michael Jackson, avec la participation de Vincent Price, écrite et composée par Rod Temperton. Parue l'année précédente sur l'album Thriller, elle est le dernier single à en être extrait et sort le 2 novembre 1983,. 
Le clip de Thriller est quant à lui réalisé par John Landis. Il fut le premier clip annoncé comme une « World Premiere » sur MTV et a été diffusé la première fois le 2 décembre 1983. Digne d'un court métrage, il est considéré comme le vidéoclip le plus célèbre, révolutionnant l'histoire de la musique, ainsi que comme un phénomène de la pop culture et un hymne d'Halloween. Grâce à son succès et à ceux de Billie Jean et Beat it sortis quelques mois plus tôt, Michael Jackson est devenu le premier artiste afro-américain à être autant diffusé sur MTV et a permis l'ouverture de la chaîne aux artistes noirs.

## Composition
Rod Temperton, déjà auteur de plusieurs titres sur l'album Off the Wall (1979) de Michael Jackson, écrit et compose une chanson sous le nom de « Starlight ». Une démo fut même enregistrée sous ce titre. Puis, l'idée du thème évolua pour donner ce qui allait s'appeler « Thriller », à savoir un titre racontant une histoire effrayante. Rod Temperton s'inspira de la chanson This Place Hotel des Jacksons afin de créer univers musical centré sur la peur, avec notamment des effets sonores inhabituels (bruit de porte qui grince, cri de loup, rire sarcastique, etc.). Les paroles de la narration (spoken word) de Vincent Price ont été écrites juste avant la session d'enregistrement en quelques minutes. Plusieurs couplets de cette narration ont été amputés lors du mixage final mais on peut les entendre dans l'édition spéciale de 2001 de l'album Thriller.

## Liste des titres
| - 7" single (45 tours), 1. Thriller (Edit) – 4:37 2. Things I Do for You (Live) – 3:31 - 12" single (33 tours) 1. Thriller – 5:57 2. Thriller (Instrumental) – 5:57 - 12" maxi (maxi 45 tours) 1. Thriller – 5:57 2. Thriller (Remixed Short Version) – 4:05 3. Things I Do for You (Live) – 3:31 | - Mini CD single 1. Thriller - 4:08 2. Human Nature - 3:47 - CD single 1. Thriller (Remixed Short Version) – 4:08 2. Can't Get Outta the Rain – 4:09 - Visionary: The Video Singles (face DVD) 1. Michael Jackson's Thriller (Video) – 13:40 2. Thriller (Remixed Short Version) – 4:09 3. Thriller (Album Version) – 5:58 - Téléchargement 1. Thriller (Steve Aoki Midnight Hour Remix) – 5:02 |

### SingleThriller
Audio (CD)
1. Thriller (Album Version) – 5:58

Vidéoclip (DVD)
1. Thriller (Official 4K Video) – 5:58

## Crédits
- Écrit et composé par Rod Temperton
- Produit par Quincy Jones
- Chant, chœurs, drum machine : Michael Jackson[14]
- Narration et rire diabolique : Vincent Price
- Synthétiseur, piano Fender Rhodes, orgue d'église, mini moog basse : Greg Philliganes
- Synthétiseurs : Rod Temperton, Brian Banks
- Programmation des synthétiseurs : Anthony Marinelli
- Guitare : David Williams
- Trompette, bugle : Jerry Hey et Gary Grant
- Saxophone, flûte : Larry Williams
- Trombone : Bill Reichenbach Jr
- Arrangements des voix, rythmiques et des synthétiseurs : Rod Temperton
- Arrangements des cuivres : Jerry Hey
- Effets sonores : Bruce Cannon et Bruce Swedien

## En tournée
Titre phare de l'artiste, Thriller a été interprété lors des trois tournées en solo de Michael Jackson : Bad World Tour, Dangerous World Tour et HIStory World Tour. Le titre était également planifié pour la tournée This Is It, accompagné d'une nouvelle version du clip en 3D. 
Lors de l'interprétation de la chanson sur scène, la chorégraphie du clip était reprise. Michael Jackson enfilait à un moment un masque de loup-garou afin de signifier sa transformation en monstre. Par ailleurs, des danseurs déguisés en zombies apparaissaient à la fin et mettaient Michael Jackson dans un cercueil qui était enflammé ou transpercé de lames acérées (selon la tournée) puis disparaissait.

## Clip vidéo

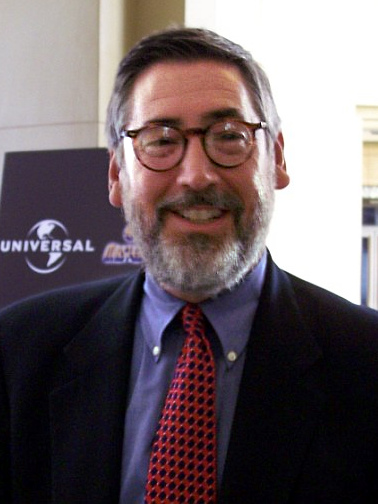
John Landis

Reconnu pour avoir transformé le vidéoclip en une forme d'art visuel à part entière, le clip de Thriller, la Bibliothèque du Congrès a décrit Thriller comme « le clip le plus célèbre de tous les temps », et celui-ci a été nommé plus grand clip de tous les temps par diverses publications et sondages de lecteurs. En 2009, il est devenu le premier vidéoclip intronisé au National Film Registry en raison de son « importante valeur culturelle, historique ou esthétique ». Son succès a également renforcé Michael Jackson dans son statut d'icône de la culture pop

### Production
Au milieu de l'année 1983, les ventes de l'album commençait à décroître. Michael Jackson, soucieux de cette baisse, contacta Walter Yetnikoff et Larry Stessel chez CBS Records afin de concevoir un plan pour que le disque retrouve une dynamique de vente. Frank DiLeo, manager de Jackson, suggéra de sortir le titre Thriller en single accompagné d'un nouveau clip.
Alors que CBS Records ne voulait accorder que 100 000 dollars pour le tournage de ce mini-film, Landis prévoit un budget de 900 000 $ pour élaborer les chorégraphies, les maquillages, les répétitions, et tourner le film, soit le clip le plus cher de l’histoire de la musique pour l'époque.
Pour aider à financer la production, le producteur de Landis, George Folsey Jr, a suggéré de faire un making-of qui, combiné avec le clip et divers bonus, produirait un film d'environ une heure qui pourrait être vendu à la télévision. Ce making-of fut réalisé par Jerry Kramer. Making Michael Jackson's Thriller sortit aussi en cassette et devint à sa sortie la vidéo musicale la plus vendue (9,5 millions d’exemplaires), participant à l'essor de la VHS.

### Résumé
Mettant en scène des morts-vivants, Michael Jackson fait figurer en introduction une phrase d'introduction, statuant que le clip ne fait en aucune façon la promotion de l'occultisme.
Dans les années 1950, Michael Jackson et une jeune femme - jouée par Ola Ray - manquent d'essence et leur voiture s'arrête dans une zone boisée. Ils marchent dans la forêt et Michael lui demande d'être sa petite amie. Elle accepte. Il l'avertit qu'il n'est pas comme les autres, se transforme en loup-garou et l'attaque. 
Dans le présent, on s'aperçoit que cette histoire n'était qu'un film projeté au cinéma et regardé par les mêmes protagonistes. Ces derniers quittent le cinéma et dans la rue, Michael taquine son amie en interprétant les paroles de la chanson Thriller. Puis, la musique s'arrête et dans un cimetière voisin, des morts-vivants sortent de leurs tombes. Le couple se trouve bientôt cerné par ces créatures et Michael devient un zombie. La musique redémarre et commence alors une séquence de danse de Michael Jackson avec les zombies. 
Michael et les zombies poursuivent ensuite Ola Ray dans une maison abandonnée. Elle crie et se réveille, réalisant que c'était un cauchemar. Michael la rassure et la prend par le bras, mais se tourne dans un dernier plan vers la caméra et sourit, révélant ses yeux jaunes de loup-garou avec en fond sonore le rire diabolique de Vincent Price.

## Reprises
- Elle a été reprise, arrangée en salsa sur l'album Unity: The Latin Tribute to Michael Jackson produit par Tony Succar sorti en 2015, chantée par Kevin Ceballo.

## Classements et certifications
| Année     | Chart                                      | Meilleure position |
| --------- | ------------------------------------------ | ------------------ |
| 1983-1984 | Australie (Kent Music Report)              | 4                  |
| 1983-1984 | Belgique (Flandre Ultratop 50 Singles)     | 1                  |
| 1983-1984 | Belgique (Flandre VRT Top 30)              | 1                  |
| 1983-1984 | Canada (50 Singles)                        | 3                  |
| 1983-1984 | Canada (Adult Contemporary)                | 9                  |
| 1983-1984 | Canada (CHUM)                              | 1                  |
| 1983-1984 | Espagne (AFYVE)                            | 1                  |
| 1983-1984 | États-Unis (Adult Contemporary)            | 24                 |
| 1983-1984 | États-Unis (Billboard Hot 100)             | 4                  |
| 1983-1984 | États-Unis (Cash Box)                      | 4                  |
| 1983-1984 | États-Unis (Hot Black Singles)             | 3                  |
| 1983-1984 | États-Unis (Hot Dance Club Play)           | 1                  |
| 1983-1984 | France (SNEP)                              | 1                  |
| 1983-1984 | Irlande (IRMA)                             | 4                  |
| 1983-1984 | Italie (FIMI)                              | 29                 |
| 1983-1984 | Nouvelle-Zélande (RMNZ)                    | 6                  |
| 1983-1984 | Pays-Bas (Nederlandse Top 40)              | 3                  |
| 1983-1984 | Pays-Bas (Single Top 100)                  | 4                  |
| 1983-1984 | Pologne (Classements Singles)              | 7                  |
| 1983-1984 | Royaume-Uni (UK Singles Chart)             | 10                 |
| 1983-1984 | Suède (Sverigetopplistan)                  | 20                 |
| 2005-2006 | Australie (Kent Music Report)              | 55                 |
| 2005-2006 | Espagne (PROMUSICAE)                       | 1                  |
| 2005-2006 | France (SNEP)                              | 35                 |
| 2005-2006 | États-Unis (Hot Digital Songs)             | 2                  |
| 2005-2006 | États-Unis (Hot Ringtones)                 | 5                  |
| 2005-2006 | Irlande (IRMA)                             | 8                  |
| 2005-2006 | Italie (FIMI)                              | 5                  |
| 2005-2006 | Pays-Bas (Single Top 100)                  | 34                 |
| 2005-2006 | Suisse (Schweizer Hitparade)               | 43                 |
| 2007      | Canada (Hot Canadian Digital Singles)      | 7                  |
| 2007      | Espagne (PROMUSICAE)                       | 20                 |
| 2007      | Royaume-Uni (UK Singles Chart)             | 57                 |
| 2008      | Autriche (Ö3 Austria Top 40)               | 55                 |
| 2008      | Norvège (VG-lista)                         | 13                 |
| 2008      | Royaume-Uni (UK Singles Chart)             | 35                 |
| 2008      | Suisse (Schweizer Hitparade)               | 53                 |
| 2009      | Allemagne (Media Control AG)               | 9                  |
| 2009      | Australie (ARIA)                           | 3                  |
| 2009      | Autriche (Ö3 Austria Top 40)               | 5                  |
| 2009      | Belgique (Flandre Back Catalogue Singles)  | 1                  |
| 2009      | Belgique (Wallonie Back Catalogue Singles) | 1                  |
| 2009      | Danemark (Tracklisten)                     | 25                 |
| 2009      | Espagne (PROMUSICAE)                       | 1                  |
| 2009      | États-Unis (Hot RingMasters)               | 1                  |
| 2009      | Finlande (Suomen virallinen lista)         | 11                 |
| 2009      | France (SNEP)                              | 56                 |
| 2009      | Italie (FIMI)                              | 2                  |
| 2009      | Norvège (VG-lista)                         | 7                  |
| 2009      | Nouvelle-Zélande (RMNZ)                    | 12                 |
| 2009      | Pays-Bas (Single Top 100)                  | 9                  |
| 2009      | Royaume-Uni (UK Singles Chart)             | 12                 |
| 2009      | Suède (Sverigetopplistan)                  | 10                 |
| 2009      | Suisse (Schweizer Hitparade)               | 3                  |
| 2010      | Espagne (PROMUSICAE)                       | 12                 |
| 2010      | Royaume-Uni (UK Singles Chart)             | 68                 |
| 2010      | Suisse (Schweizer Hitparade)               | 68                 |
| 2012      | États-Unis (Hot Digital Songs)             | 2                  |
| 2012      | États-Unis (Hot RingMasters)               | 1                  |
| 2012      | France (SNEP)                              | 143                |
| 2012      | Japon (Japan Hot 100 Singles)              | 93                 |
| 2012      | Irlande (IRMA)                             | 30                 |
| 2012      | Royaume-Uni (UK Singles Chart)             | 49                 |
| 2013      | Belgique (Flandre Back Catalogue Singles)  | 13                 |
| 2013      | Belgique (Wallonie Back Catalogue Singles) | 9                  |
| 2013      | États-Unis (Billboard Hot 100)             | 4                  |
| 2013      | États-Unis (Hot Digital Songs)             | 2                  |
| 2013      | États-Unis (Hot R&B/Hip-Hop Songs)         | 3                  |
| 2013      | États-Unis (Hot RingMasters)               | 1                  |
| 2013      | France (SNEP)                              | 159                |
| 2013      | Japon (Japan Hot 100 Singles)              | 92                 |
| 2013      | Royaume-Uni (UK Singles Chart)             | 48                 |

| Année | Chart                          | Position |
| ----- | ------------------------------ | -------- |
| 1984  | Australie (Kent Music Report)  | 17       |
| 1984  | Belgique (Flandre Ultratop 50) | 26       |
| 1984  | Canada (Top 100 Singles)       | 31       |
| 1984  | États-Unis (Billboard Hot 100) | 78       |
| 1984  | États-Unis (Cash Box)          | 48       |
| 2009  | Italie (FIMI)                  | 67       |
| 2009  | Suisse (Schweizer Hitparade)   | 81       |

| Pays                           | Certification | Ventes certifiées |
| ------------------------------ | ------------- | ----------------- |
| Australie (ARIA)               | 2 × Platine   | 140 000           |
| États-Unis (RIAA) (Digital)    | Or            | 3 472 000         |
| États-Unis (RIAA) (Mastertone) | Or            | 500 000           |
| États-Unis (RIAA)              | Platine       | 1 000 000         |
| France (SNEP)                  | Platine       | 1 000 000         |
| Italie (FIMI)                  | Or            | 15 000            |
| Mexique (AMPROFON)             | Or            | 30 000            |
| Royaume-Uni (BPI)              | Platine       | 600 000           |

## Divers
- Le rire diabolique de Vincent Price dans Thriller, précédé d'un extrait de la deuxième partie de Shine On You Crazy Diamond du groupe Pink Floyd, a été utilisé lors d'un strip-tease intégral au cours d'un épisode de Sex Machine dans l'émission Les Enfants du Rock.